# Бочаркина, Юлия Владимировна
Юлия Владимировна Бочаркина (5 сентября 1997, Бор, Московская область) — российская футболистка, полузащитница и нападающая.

## Биография
На молодёжном уровне выступала за «Измайлово» (Москва), откуда после его расформирования в 2014 году перешла в «Чертаново». Первые тренеры — Наталья Титкова и Елена Бочаркина. В 2014 году в составе сборной Москвы стала победительницей первенства России среди девушек до 17 лет и признана лучшей нападающей турнира. В 2015 году на первенстве России среди девушек до 19 лет стала автором «дубля» в матче за третье место против сборной Самарской области, однако её команда уступила.
В составе «Чертаново» дебютировала в высшей лиге России 19 апреля 2015 года в матче против «Кубаночки», заменив на 81-й минуте Анастасию Ефимову. Всего за сезон 2015 года провела 6 матчей в чемпионате.
В дальнейшем играла за московские «Сокол» (СШОР № 27) в первом дивизионе и «Строгино» во втором дивизионе. Также принимала участие в соревнованиях по мини-футболу и студенческих турнирах за команду Тимирязевской Академии.
Выступала за юношескую и молодёжную сборную России.